# Lógica da argumentação
A Lógica da Argumentação (AL) é uma descrição formalizada das maneiras pelas quais os seres humanos raciocinam e discutem sobre proposições. Ele é usado, por exemplo, em sistemas de inteligência artificial de computador nos campos de diagnóstico médico e prognóstico, e química de pesquisa.
Krause et al. parece ter sido um dos primeiros autores a utilizar o termo "lógica da argumentação" em um artigo sobre o seu modelo para usar a argumentação para o raciocínio qualitativo sob incerteza, embora a abordagem tenha sido usada anteriormente em protótipos de aplicativos de computador para apoiar o diagnóstico médico. Suas idéias foram desenvolvidos mais adiante, e utilizado em aplicações para a prever toxicidade química e metabolismo xenobiótico, por exemplo.
Em LA argumentos a favor e argumentos contra uma proposição são distintos; um argumento para uma proposição contribui em nada para o caso contra ele, e vice-versa. Entre outras coisas, isto significa que LA pode suportar a contradição – a prova de que um argumento é verdadeiro e o que é falso. Argumentos que fundamentam o caso "para" e os argumentos que fundamentam o caso "contra" são agregados separadamente, levando a uma única avaliação de veracidade no caso e uma única avaliação de veracidade no caso contra. Em seguida, os dois são resolvidos para fornecer uma única medida de confiança na proposição.
Na maioria das implementações de LA, o valor agregado padrão é igual ao valor mais forte no conjunto de argumentos para ou contra a proposição. Ter mais de um argumento em concordância não aumenta automaticamente a veracidade porque não se pode supor que os argumentos são independentes quando raciocinamos sob incerteza. Se houver evidência de que os argumentos são independentes e há um caso de maior veracidade quando eles concordam, isso às vezes é expresso em regras adicionais da forma "Se A e B então ...".
O processo de agregação e resolução pode ser representado da seguinte forma:
 T = Resolve [Max {Para (Ca, x, Cb, y, ...)}, Max {Contra (Ca, x, Cb, y, ...) 
Onde T é a avaliação global da veracidade em uma proposição; Resolve [] é uma função que retorna o único valor veracidade que é a resolução de qualquer par de valores; Por e Contra são os conjuntos de argumentos que apoiam e se opõem à proposição, respectivamente; Ca, x, Cb, y, ..., são os valores de confiança para esses argumentos; Max {...} é uma função que retorna o membro mais forte do conjunto no qual ele opera (Para ou Contra).
Argumentos podem atribuir veracidade a proposições que influenciam a veracidade em outros argumentos, e uma regra pode ser subestimada por outra. Uma implementação de computador pode reconhecer essas inter-relações para construir árvores de raciocínio automaticamente.